# Бурба Олександр Адольфович
Олекса́ндр Адо́льфович Бу́рба (нар. 6 серпня 1918, Єнакієве, Катеринославська губернія, Українська держава — пом. 5 жовтня 1984, Оренбург, РРФСР, СРСР) — організатор промисловості та освіти, вчений у галузі хімічної і металургійної технологій, кандидат технічних наук (1968), професор (1980), директор Мідногорського мідно-сірчаного комбінату (1954—1971), перший ректор Оренбурзького політехнічного інституту (1971—1983). Почесний громадянин міста Мідногорська Оренбурзької області (1979).

## Біографія

### Донбас
Народився в родині вихідця з Литви Адольфа Боніфаціевіча Бурба, вагаря залізничної станції Єнакієве, нагородженого від імені царя срібним годинником «Найкращому вагарю Росії». Працював викладачем креслення в середній школі міста Єнакієве (в 1928—1935 рр. — Риково) одночасно з навчанням в старших класах тієї ж школи (1934—1936).

### Дон
У 1936 р. вступив в Ростовський державний університет на хімічний факультет, який закінчив у 1941 р. Будучи студентом, працював у 1937—1939 рр. викладачем хімії на курсах майстрів соціалістичної праці в Ростові-на-Дону, а з 1940 р. — молодшим науковим співробітником Гідрохімічного інституту АН СРСР в Новочеркаську Ростовської області.

### Оренбуржжя
У зв'язку з початком Німецько-радянської війни був направлений на підприємство оборонного значення в місто Мідногорськ Чкаловскої (нині Оренбурзької) області. У 1941—1971 рр. — на Мідногорському мідно-сірчаному комбінаті (ММСК): старший інженер дослідного відділу, начальник хімічного цеху, начальник виробничо-технічного відділу. Одночасно, у 1942—1945 рр. викладав в ремісничому училищі і був керівником виробничої практики студентів Уральського політехнічного інституту. У 1954—1971 рр. — директор ММСК.
У 1968 р. отримав науковий ступінь кандидата технічних наук після захисту в Інституті металургії ім. О. О. Байкова АН СРСР дисертації з закритою тематикою (промислова технологія отримання германію). У той час виробництво германію було засекречено. Тому робота О. А. Бурба ніколи не була опублікована в повному вигляді. Науковий консультант дисертації — член-кореспондент АН СРСР Д. М. Чижиков.

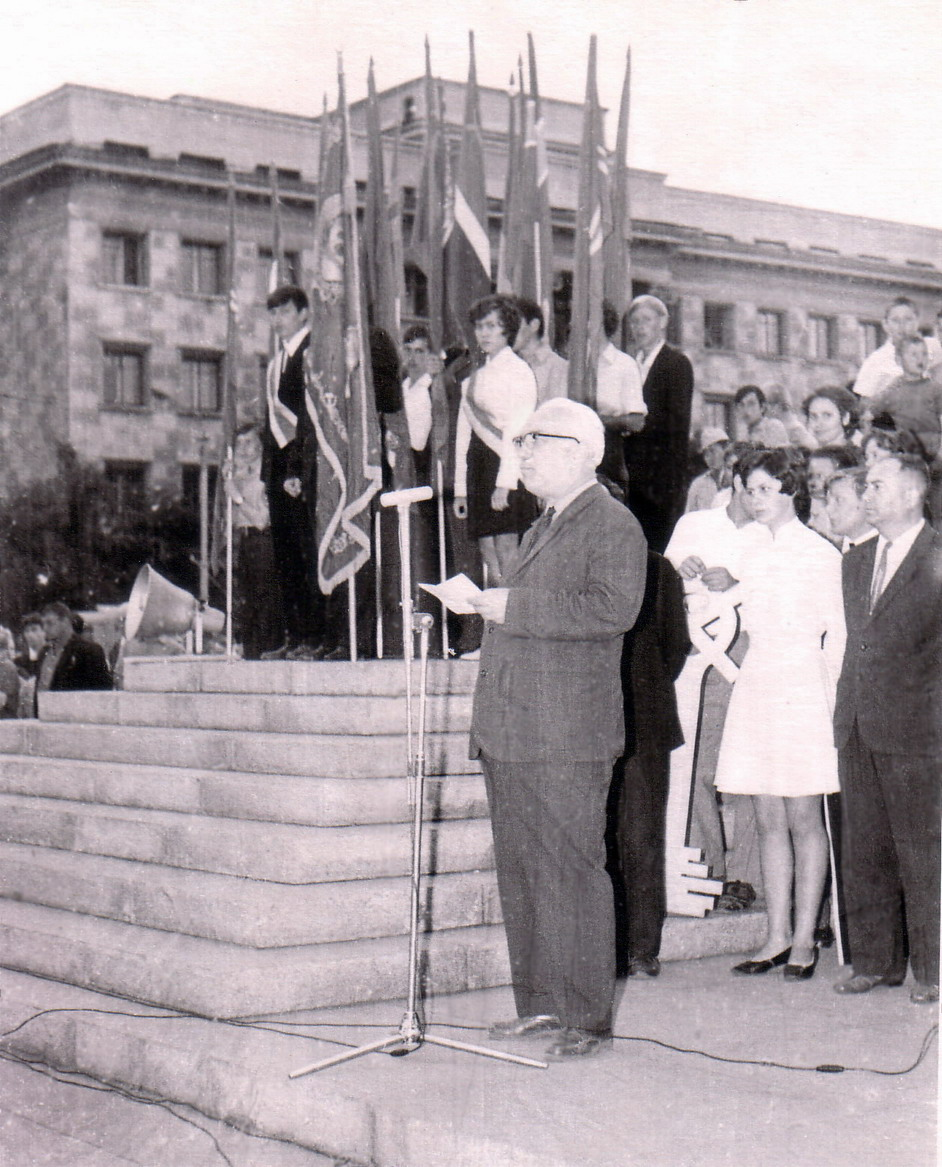
Посвята в студенти на головній площі Оренбурга (початок 1970-х)

У 1971 р. призначений ректором новоствореного Оренбурзького політехнічного інституту. Був головою Ради ректорів вищих навчальних закладів Оренбурзької області. У 1980 р. Вища атестаційна комісія надала йому вчене звання професора по кафедрі хімії. З жовтня 1983 р., після досягнення граничного для керівника організації віку (65 років), працював завідувачем кафедрою хімії Оренбурзького політехнічного інституту.
Похований у місті Мідногорськ Оренбурзької області на кладовищі у гори Маяк.

## Технологічні розробки

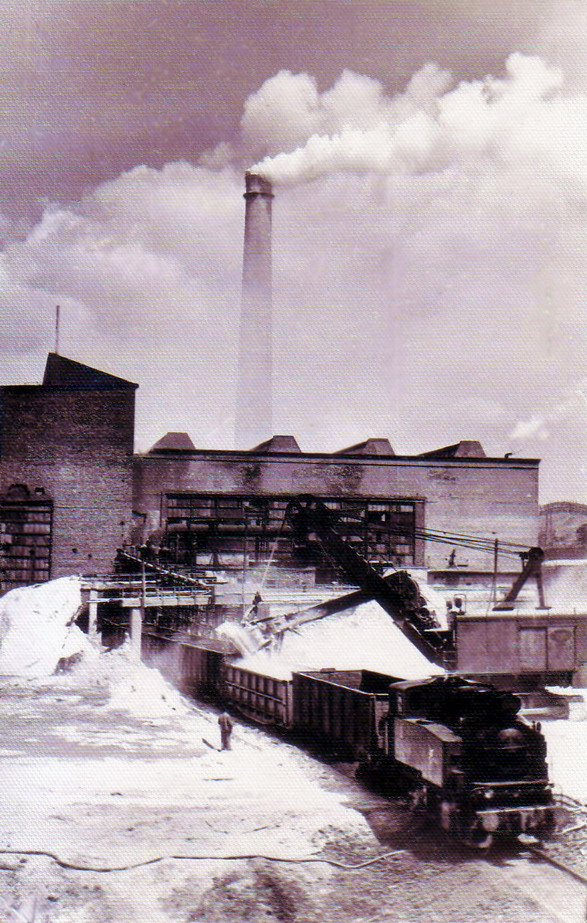
Склад сірки в хімічного цеху ММСК (1960-і рр.)

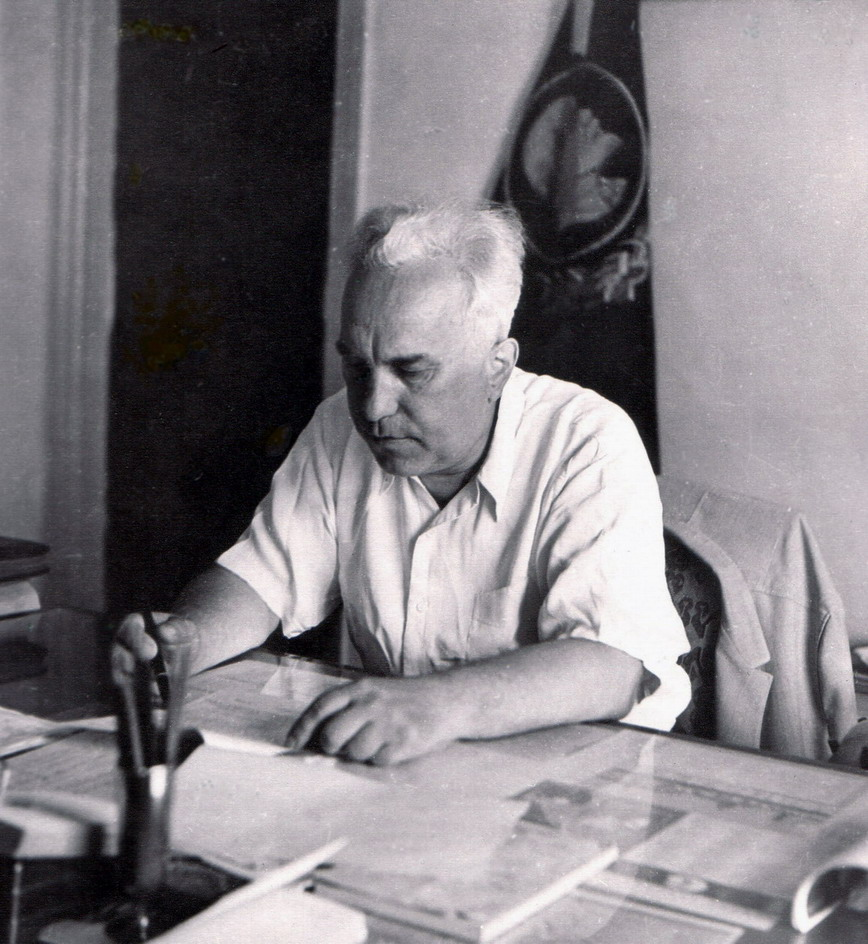
У кабінеті директора ММСК (1970)

О. А. Бурба отримав 29 авторських свідоцтва на винаходи в галузі промислових технологій. Його науково-технічні дослідження та промислові впровадження були про технології очищення сірки від домішок, виробництва сірчаної кислоти, металургії кольорових, в тому числі і рідкісних, металів (міді, германію, свинцю, селену та ін.), порошкової металургії, очищення та утилізації відходів хімічних комбінатів, охороні навколишнього середовища.

### Розділова плавка
У 1941—1942 рр. він був одним з провідних розробників технології розділової плавки, що дозволила одночасно виплавляти і мідь, і нікель у ватержакетних печах на Мідногорському мідно-сірчаному комбінаті (ММСК) замість виплавки тільки міді, що було революційним кроком у вітчизняній металургії кольорових металів.

### Виробництво германію
У 1956—1960 рр. на ММСК під керівництвом О. А. Бурба і при його визначальній ролі була розроблена і впроваджена у виробництво хіміко-металургійна технологія комплексної переробки пилу мідеплавильного виробництва і зол від спалювання енергетичного вугілля з витяганням германію та інших рідкісних металів. Пуск промислового цеху переробки пилу на ММСК відносять до найбільших впровадженням у кольоровій металургії XX століття. Цей цех давав щорічно більше мільйона рублів прибутку. Вперше в СРСР був налагоджений в промисловому масштабі випуск концентрату германію з металургійних пилу і зол вугілля, що дозволило повністю відмовитися від імпорту цього напівпровідникового металу, який потрібний для електронної промисловості.
У 1962 р. з ініціативи та за участю О. А. Бурба аналогічне виробництво було створено на Ангренському хіміко-металургійному заводі (АХМЗ) в місті Ангрен в Узбекистані (нині підприємство «Ангрененергоцветмет»). Після цього СРСР утримував світове лідерство з виробництва германію, збільшивши випуск металу настільки, що до 40 % виробництва йшло на експорт. Після розпаду СРСР, аж до початку 2010-х рр. ММСК залишався єдиним виробником германієвого концентрату в Росії.

## Нагороди
- Два ордени Леніна (1961, 1966)
- Орден Жовтневої Революції (1971)
- Два ордена «Знак Пошани» (1957, 1981)
- Медаль «За трудову відзнаку» (1954)
- Медаль «В ознаменування 100-річчя з дня народження Володимира Ілліча Леніна» (1970)
- Медаль «30 років перемоги у Великій Вітчизняній війні 1941—1945 рр.» (1975)
- Медаль «За доблесну працю у Великій Вітчизняній війні 1941—1945 рр.» (1946)
- Медаль «Ветеран праці» (1984)
- Медаль «За освоєння цілинних земель» (1957)

Медалі Всесоюзної сільськогосподарської виставки — ВСХВ та Виставки досягнень народного господарства СРСР — ВДНХ. Почесна грамота Всесоюзного хімічного товариства ім. Д. І. Менделєєва (1978). Подячна грамота Всесоюзного товариства «Знання» (1978). Почесний знак Всесоюзного добровільного товариства сприяння армії, авіації і флоту — ДОСААФ.
Занесений в «Книгу Пошани» Оренбурзького державного університету (25 січня 1996).